# Jaçanã
A jaçanã (nome científico: Jacana jacana), é uma espécie de ave Charadriiforme, nativa da América do Sul, que faz parte da família dos jacanídeos. Possuem dedos e unhas longos que os ajudam a caminhar na vegetação flutuante de lagos. Tal como a maioria das outras espécies de jaçanãs, a fêmea é maior que o macho e forma haréns de até 4 e 5 machos ao mesmo tempo. Também mostram maior desenvolvimento proporcional de ornamentação (escudo facial e tamanho da asa) e armamento (comprimento da espora de asa) em relação ao seu tamanho corporal do que os machos. É a única espécie da família Jacanidae presente em sua ampla distribuição.

## Etimologia
"Jaçanã" origina-se do vocábulo tupi ñaha'nã, que significa "pássaro muito barulhento".
As jaçanãs também são conhecidas popularmente pelos nomes de jaçanã-de-fronte-vermelha, aguapeaçoca, cafezinho, casaca-de-couro, ferrão, japiaçó, japiaçoca, tuchuruco, marrequinha, menininho-do-banhado, nhaçanã, nhançanã, nhanjaçanã, piaçó, piaçoca, pia-sol.
O nome jaçanã foi selecionado como nome vernáculo técnico para a espécie Jacana jacana pelo Comitê Brasileiro de Registros Ornitológicos (CBRO) em 2021.

## Distribuição geográfica e habitat
A jaçanã está bem distribuída nas Américas, podendo ser avistada a partir das Guianas até Venezuela, Colômbia, Brasil, Bolívia, Argentina, Equador, Peru e Chile.
Essas aves habitam principalmente três habitats diferentes, sendo eles: vegetação aquática (flutuante e fixa), pastagens e praias arenosas, estão ativos durante o dia, do nascer ao pôr do sol. A preferência para permanecer nesses ambientes corresponde a aproximadamente 74% para a vegetação aquática, 20% para pasto e 6% para as margens. A saturação do habitat aumenta a competição por espaço, muitas Jaçanãs são impedidas de procriar por sua incapacidade de obter e defender um território. Essa competição prediz que a morfologia, a aparência externa, deve ser um forte indicador de sucesso na obtenção de um território entre jaçanãs fêmeas e machos.

## Descrição

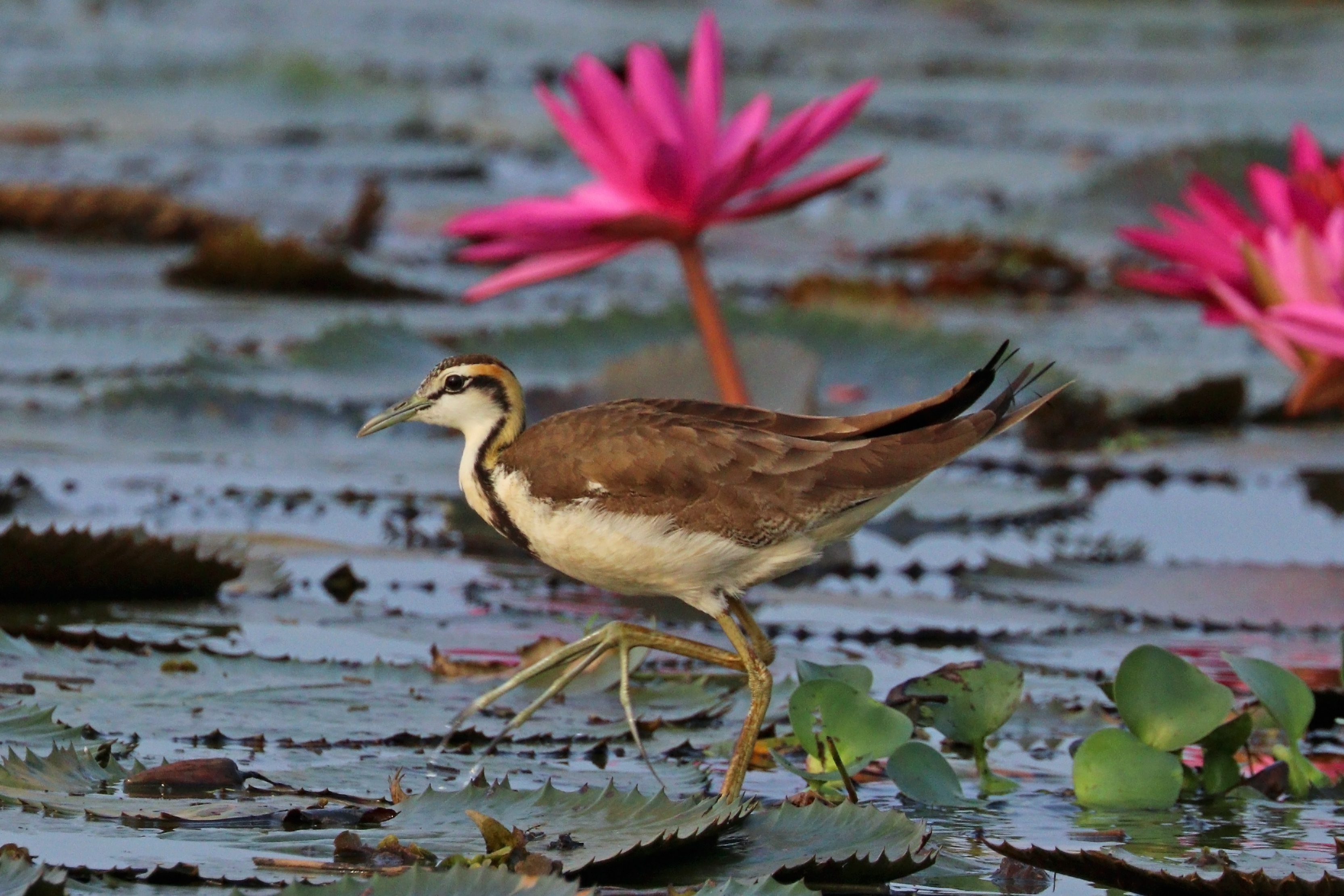
Jaçanã (Jacana jacana) jovem

É Charadriiforme, paludícola, da família dos jacanídeos. Tais aves medem cerca de 23 centímetros de comprimento, possuindo plumagem negra com manto castanho claro, bico amarelo vivo com escudo frontal vermelho, rêmiges verde-amareladas, encontro com um afiado esporão vermelho. São ainda pernaltas, com dedos longos e abertos, adaptados à locomoção sobre plantas aquáticas. No dedo que fica para trás, a unha é mais longa do que o próprio dedo, o que possibilita suas caminhadas sobre essas plantas. A longa unha divide o peso corporal do animal em uma larga base, podendo correr e andar pelas folhas das plantas boiando como se estivesse em chão seco. As características dos tarsos e das falanges das jaçanãs possibilitam e facilitam a caminhada dessas aves em vegetações aquáticas flutuantes, tornando possível a exploração de um nicho pouco sondado por outras espécies de aves.
As jaçanãs juvenis são diferentes dos adultos, com as costas marrom acinzentado, possuem um manto castanho fosco que percorre na parte de trás do pescoço até a cabeça, destacado por uma sobrancelha branca, da garganta até a barriga a plumagem é predominantemente branca. As longas penas das asas amarelas, formam a única característica comum entre as plumagens dos jovens e dos adultos, as diferenças as fazem parecer que pertencem a espécies diferentes.

## Alimentação

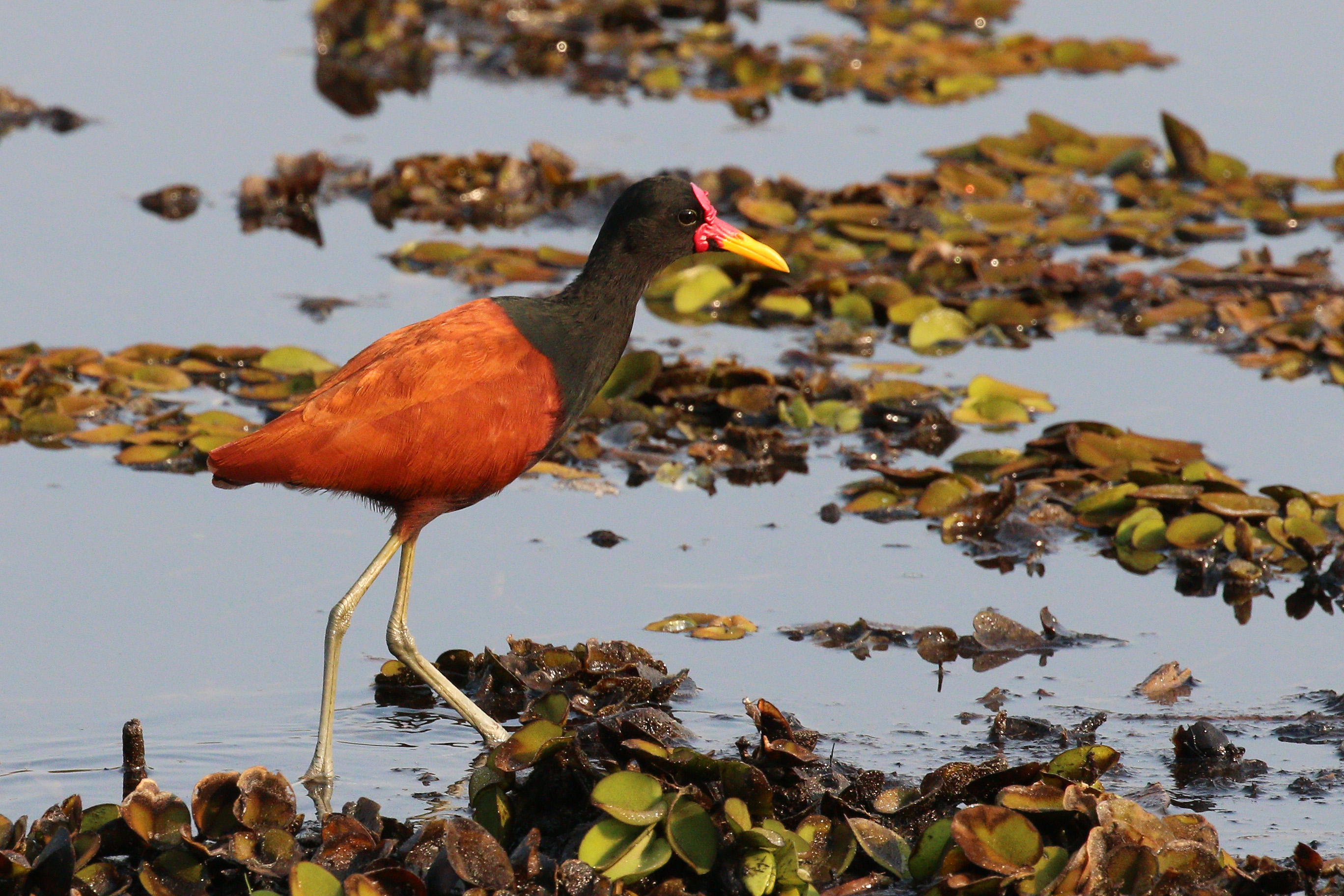
Forrageio ocorre em vegetação rasteira e vegetação aquática flutuante

As jaçanãs são onívoros e gastam cerca de 80% do tempo forrageando em substratos como solo, vegetação rasteira e vegetação aquática flutuante. Na captura do alimento utilizam duas estratégias de forrageamento diferentes, o forrageio ativo, em que caminham com o pescoço inclinado para baixo, e o senta-e-espera, quando permanecem paradas próximas a uma poça d'água coletando larvas de insetos. Podem também virar as folhas de cabeça para baixo, sendo possível assim, retirar organismos das raízes e da superfície inferior das folhas. Durante as fases em que o nível da água está baixo, elas se alimentam principalmente de áreas arenosas ou siltosas e de pastagens que estiveram submersas em época de enchentes anteriores. Jaçanãs jovens e adultas possuem a mesma eficiência na captura de alimentos, o que provavelmente está ligado as táticas de forrageamento que essas aves utilizam. A tática de forrageamento ativo, por exemplo, apresenta menor custo enérgico quando é comparada as táticas que requerem manobras aéreas, pois os jovens não precisam de experiência e acaba sendo algo que aprendem por instinto, sem precisar de instrução.
A dieta consiste em pelo menos 47 táxons, foi observado o consumo de sementes de gramíneas, insetos, pequenos peixes e anfíbios, moluscos e quirela de milho. As sementes representaram cerca de 20% do volume total da dieta e os invertebrados constituíam a maior parte (80%) da dieta. A atividade alimentar nos diferentes tipos de ambiente está diretamente relacionada com o regime hidrológico. Durante os níveis normais e elevados dos rios, a Jaçanã pode se alimentar apenas da vegetação aquática e durante os níveis de água baixos, também são incluídos ambientes de pastagens e margens.

## Ecologia e comportamento
São consideradas relativamente sociáveis em alguns territórios ou épocas do ano, possuem alguns predadores, a maioria são falcões e gaviões como o falcão-peregrino (Falco peregrinus), gavião-do-banhado (Circus buffoni) e gavião-cinza (Circus cinereus).

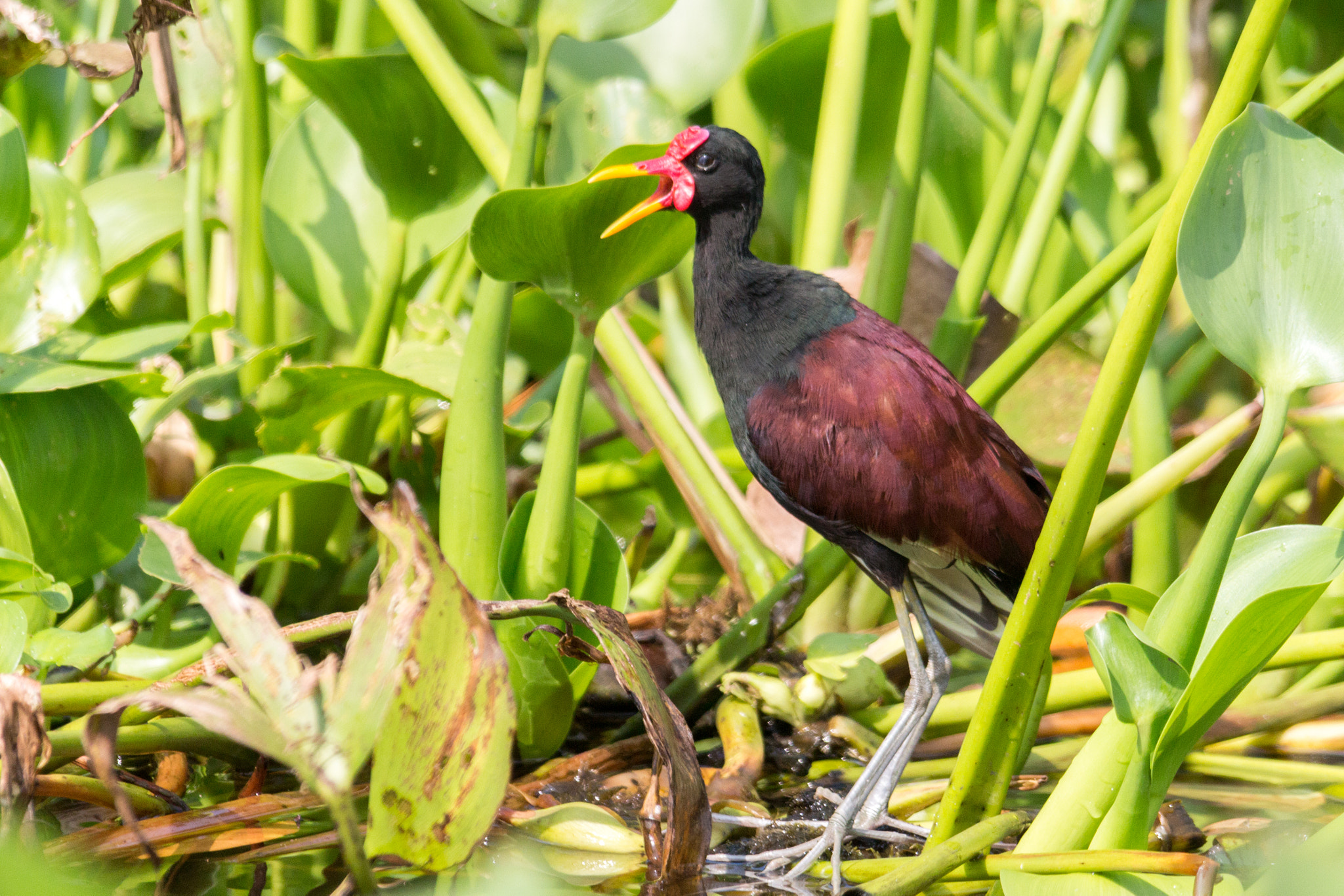
Jaçanã (Jacana jacana) adulto

Observa-se seis diferentes tipos de vocalização em relação a comunicação entre indivíduos que são: localização de alimento, quando encontram grande quantidade de comida e avisam os outros indivíduos para todos realizarem o forreageamento; alarme emitido por ambos os sexos em caso de perigo; recolhimento dos filhotes quando o macho identifica um perigo e os chama para se juntar ao seu redor; grito de interação agonística, quando um intruso da mesma espécie representa perigo; píos suaves emitidos pelos filhotes em resposta para os chamados do macho e solicitação de cópula emitidos por ambos os sexos, com maior frequência pelas fêmeas. Além dessas vocalizações já citadas, também foi observado a vocalização para a solicitação de auxílio na defesa territorial, normalmente emitidos por machos que necessitam da ajuda das fêmeas, que são mais agressivas, para a expulsão de intrusos em seus territórios.
No período de repouso reprodutivo, que normalmente acontece nos meses de março a agosto, as jaçanãs convivem em bandos, e passam a maior parte do tempo em forrageio a procura de alimento. Antes da postura dos ovos, as jaçanãs gastam mais de 80% do tempo forrageando no território, 43% desse tempo é gasto forrageando juntos como um par. Durante a postura de ovos, o macho passa o tempo forrageando menos, pois a cada dia se dedica cada vez mais para a incubação. As fêmeas aparentemente são dominantes nas estações de alimentação, porque é possível observar fêmeas bicando os machos, deslocando-os de seus locais de forrageamento.

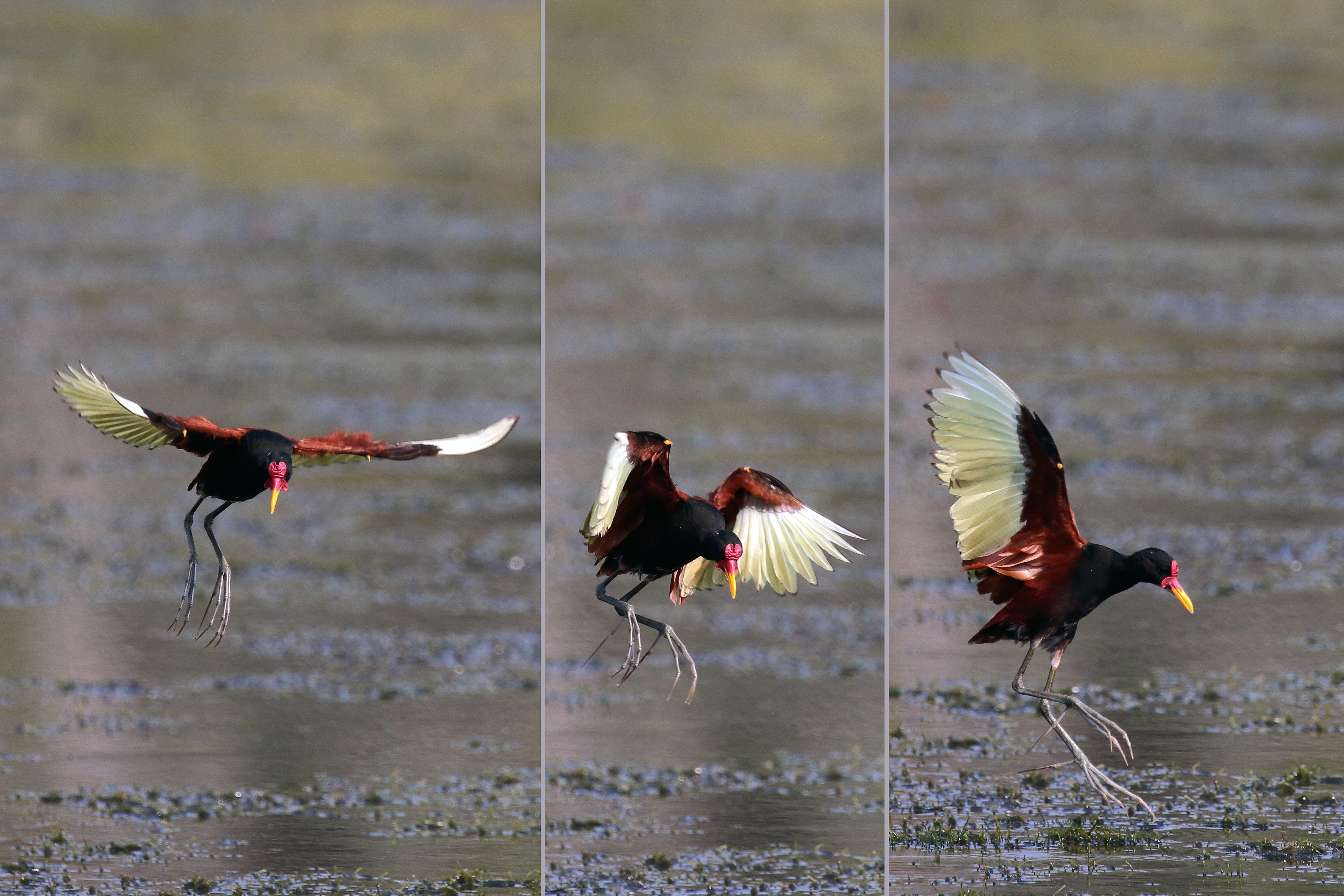
Essas aves vocalizam para iniciar os voos e ao finalizar com o pouso

Durante os voos, que geralmente são curtos e rentes à água, as jaçanãs vocalizam enquanto batem as asas ou planam apenas, com os pés voltados para trás e quando vão pousar, as asas são levantadas e sempre vocalizam no ato. Para banhar-se as aves entram dentro do lago até não ser possível avistar suas pernas e então mergulham o pescoço, lavando seu dorso com movimentos repetidos, eriçando a plumagem. Em seguida, ainda dentro da água, se levantam com apenas os tarsos imersos na água ou já em terra, as jaçanãs sacodem a plumagem e permanecem ao sol para alisar-se e secar-se, em seguida retornam ao forrageio. Durante o alisamento da plumagem, as aves passam o bico no uropígio, e em seguida entre as penas maiores das asas, da cauda, parte superior e dorso, depois, sacodem a plumagem e espreguiçam-se, esticando uma das asas e uma das pernas. Tais atividades estão relacionadas à eliminação de parasitos externos e à reorganização da estrutura das penas. Por causa do frequente forrageio o bico e os lobos membranosos estão sempre sujos quando feitos em áreas lamacentas, assim as jaçanãs utilizam as laterais do pescoço ou o auxílio dos artelhos para limpá-los.

### Reprodução

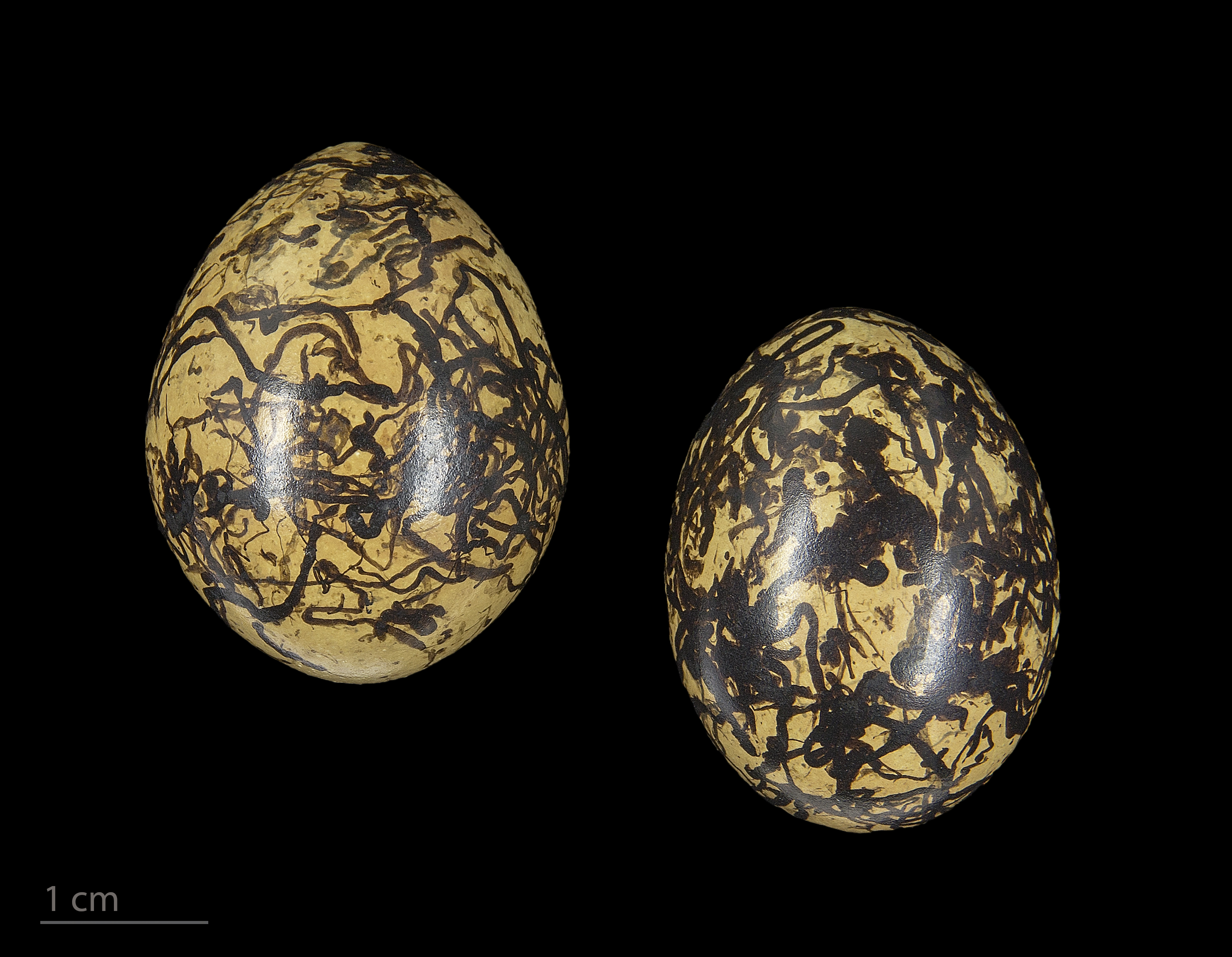
A postura das jaçanãs é composta por 4 ovos aproximadamente

Os sistemas de acasalamento aparentemente estão relacionados ao tamanho do território e diversidade de habitat. Com o aumento do vínculo do casal e um aumento no apego ao território, porque os recursos são abundantes, as fêmeas, quando submetidas a uma grande destruição do ninho, acabam achando vantajoso colocar ninhadas sequenciais com o mesmo macho em vez de reduzir o tamanho da ninhada ou o emparelhamento com outros machos.
As fêmeas maiores têm mais êxito na obtenção de parceiros múltiplos do que as fêmeas menores. As fêmeas são fisicamente dominantes sobre os machos em todas as interações agressivas, normalmente possuem o papel de defender o território, selecionar o local do ninho e participar dos estágios iniciais de construção do ninho, já os machos não defendem territórios, porém, fazem a maior parte da construção do ninho, toda a incubação, o ato de chocar os ovos, e fornecem a maior parte dos cuidados aos filhotes que ainda são dependentes. A competição entre machos jaçanãs pelo acesso às fêmeas ocorre por meio de gritos intensos e estridentes, a fim de chamar a atenção da fêmea para a cópula e impedi-la de unir-se ou permanecer por muito tempo na companhia de outros machos no harém. Para acontecer a união, a fêmea se mantem abaixada e submissa até que o macho a monte. Após a subida em seu dorso, o macho mantem as asas levantas para se equilibrar e se abaixa juntamente ao dorso da fêmea, por oposição de sua cloaca com a da parceira, assim que a copula é executada ambos reiniciam outras atividades. Observa-se que quatro ovos constituem uma ninhada completa, se apresentam menos que isso há indicativo de perda de ovos. Essas aves põem ovos sucessivamente maiores a cada dia.
Os ninhos são feitos em estruturas formadas por talos de plantas aquáticas flutuantes. Os ovos são chocados durante 28 dias e já no primeiro dia, após eclodirem dos ovos, os filhotes recém-nascidos andam sobre a vegetação e muda sua coloração, perdem a penugem branca da barriga e o castanho das costas. As fêmeas colocam ninhadas sequencialmente para seus vários parceiros e rapidamente fornecem ninhadas de reposição quando os ovos são perdidos para a predação ou outras causas. Como as fêmeas botam ovos rapidamente o que limita o seu sucesso reprodutivo, a quantidade de filhotes que terão, é o acesso aos machos, pois são eles que vão encubar e dar o apoio parental para os filhotes. As fêmeas com um grande número de parceiros têm cuidadores para fornecer suas ninhadas e mais ninhadas sequenciais. Assim que os ovos eclodem, os filhotes permanecem sendo cuidados pelo macho até completarem dois meses de idade ou até conseguirem aprender a voar.

### Defesa territorial

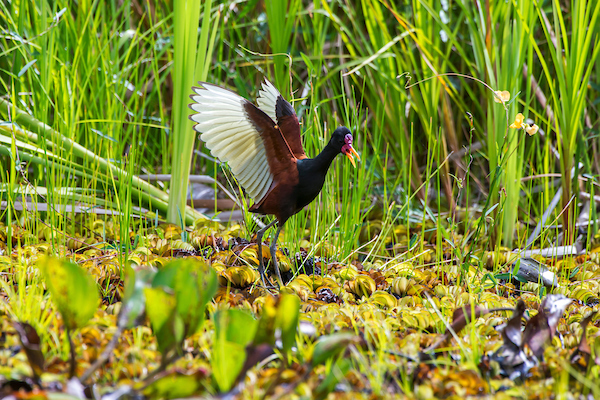
Fêmeas, normalmente mais agressivas, expõem esporas e asas amarelas para intimidar invasores

As jaçanãs se mostraram bastante inquietas quando percebem a presença de outras espécies de aves como o quero-quero (Vanellus chilensis), a buraqueira (Athene cunicularia), o carão (Aramus guarauna) o anu-branco (Guira guira) e quando os mesmos vocalizam. Em certas ocasiões, quando isso ocorre, elas param suas atividades e permanecem estáticas apenas observando ao redor, quando percebem que não estão em perigo ou quando os mesmos se afastam, retornam às suas atividades. Entretanto, a presença do homem ou algumas espécies de aves nas proximidades das jaçanãs raramente ocasiona alterações comportamentais.
A perseguição aérea é a principal manifestação da defesa territorial, são geralmente acompanhadas por vocalização e encerradas quando o intruso sai do limite territorial do casal reprodutor. Nessas ocasiões voam diretamente para o intruso, emitindo seu peculiar chamado, como uma risada fina e longa. Os machos geralmente seguem as fêmeas quando elas expulsam outras jaçanãs das áreas de postura. As fêmeas possuem uma frequência de perseguição aérea seis vezes maior que os machos antes da postura de ovos, o território não é muito defendido durante a postura já que as fêmeas estão concentradas na reprodução.
Foi observado várias respostas à intrusão de jaçanãs, raramente quando o território de reprodução é ameaçado por duas ou mais jaçanãs a resposta para essa intrusão é um comportamento chamado “postura da asa” (em inglês "wing posturing") em que abaixam a cabeça e seguram as asas no alto expondo suas esporas e asas amarelas, comportamento observado por ambos os sexos.

## Subespécies
São reconhecidas seis subespécies:
- Jacana jacana jacana (Linnaeus, 1766) - ocorre no Sudeste da Colômbia até as Guianas, Brasil, Uruguai e Norte da Argentina;
- Jacana jacana hypomelaena (G. R. Gray, 1846) - ocorre no Centro e Oeste do Panamá até o Norte da Colômbia;
- Jacana jacana melanopygia (P. L. Sclater, 1857) - ocorre no Oeste da Colômbia até o Oeste da Venezuela;
- Jacana jacana intermedia (P. L. Sclater, 1857) - ocorre na Venezuela;
- Jacana jacana scapularis (Chapman, 1922) - ocorre nas terras baixas do Oeste do Equador e no Noroeste do Peru;
- Jacana jacana peruviana (Zimmer, 1930) - ocorre no Nordeste do Peru, no baixo Rio Ucayalí e na região adjacente no Noroeste do Brasil.

## Na cultura popular
Em alguns lugares da África e da Austrália, as espécies de jaçanã são conhecidas como “Jesus bird” (em português "pássaro-Jesus"), porque parecem andar em cima da água. [carece de fontes?]
Também é o nome de um bairro famoso da cidade de São Paulo, presente na canção “Trem das onze” de Adoniram Barbosa.